# Джон Лінч
Джон Лінч (англ. John Lynch; нар. 25 листопада 1952, Волтем, Массачусетс) — американський політик, що представляє Демократичну партію. 80-й губернатор штату Нью-Гемпшир.

## Біографія

### Кар'єра
Джон Лінч народився у Волтемі, Массачусетс. Він був п'ятим з шести дітей у родині Вільяма і Маргарет Лінч. Лінч навчався у місцевій школі, потім отримав ступінь бакалавра в Університеті Нью-Гемпширу у 1974 році, магістра ділового адміністрування у Гарвардській школі бізнесу, а також доктора юриспруденції в Юридичному центрі Джорджтаунського університету.
До свого обрання на посаду губернатора Лінч працював керівником приймальної комісії у Гарвардській школі бізнесу, головним виконавчим директором у компанії Knoll Inc., що виробляє меблі, і президентом The Lynch Group, бізнес-консалтингової компанії з Манчестера, Нью-Гемпшир. Лінч був головою опікунської ради системи університетів Нью-Гемпширу, коли він оголосив, що балотуватиметься на посаду губернатора.
Під час роботи в компанії Knoll Inc., Лінч перетворив її з підприємства зі збитками у $ 50 млн у компанію з річним доходом близько $ 240 млн. Під його керівництвом були створені нові робочі місця, робочі стали отримувати щорічні премії, була заснована стипендіальна програма для дітей співробітників, створені індивідуальні пенсійні плани для співробітників, які їх не мали, а також робітники отримали акції підприємства.

### Губернатор штату Нью-Гемпшир
Лінч був обраний 80-м губернатором штату Нью-Гемпшир 2 листопада 2004, насилу перемігши чинного губернатора-республіканця Крейга Бенсона. Він був приведений до присяги 6 січня 2005.
У 2006 році Лінч був переобраний на другий термін. Він обійшов республіканця Джима Кобурна з найбільшим за всю історію губернаторських виборів у Нью-Гемпширі результатом — 74% голосів проти 26%.
У 2008 році Лінч був переобраний на третій дворічний термін. Він переміг сенатора штату республіканця Джо Кенні, набравши 70% голосів проти 28%.
2 листопада 2010 Лінч був обраний на четвертий термін. Він став першим за останні 200 років губернатором Нью-Гемпшира, який залишався на своїй посаді більше шести років.
Згідно з опитуванням, опублікованим 20 грудня 2005, Лінч був визнаний найпопулярнішим з усіх губернаторів-демократів (69% респондентів схвалили його діяльність, 31% — не схвалили). Станом на лютий 2008 року його рейтинг схвалення становив 73% і був одним з найвищих в країні. Після успішного переобрання у 2006 році, його рейтинг у листопаді виріс до 79%, а його рейтинг непопулярності впав до 17%. Це зробило Лінча другим за популярністю губернатором у країні після Джона Гувена.
У квітні 2006 року Американський Червоний Хрест нагородив Лінча нагородою National Chairman of Volunteers за керівництво під час повені у жовтні 2005 року.
3 червня 2009 Лінч підписав закон про легалізацію одностатевих шлюбів, хоча сам є їх противником, що зробило Нью-Гемпшир п'ятим штатом у США, де дозволені такі шлюби.
На президентських виборах 2008 року Лінч був одним з суперделегатів з Нью-Гемпширу. 27 червня 2008 на заході у місті Юніті, Нью-Гемпшир, Лінч офіційно схвалив кандидатуру Барака Обами на посаду президента. Його дружина, Сьюзан, підтримала Гілларі Клінтон на первинних виборах у Нью-Гемпширі і була співголовою кампанії «Гілларі у президенти», а на президентських виборах 2004 року вона підтримувала кандидатуру колишнього губернатора штату Вермонт Говарда Діна на посаду президента і була членом кампанії «Лікарі за Діна».
Як губернатор, Лінч був членом Національної асоціації губернаторів та Асоціації губернаторів-демократів.

### Особисте життя
Джон Лінч живе у Гопкінтоні, Нью-Гемпшир, з дружиною Сьюзан, педіатром лікарні Конкорд і борцем з дитячим ожирінням. У них троє дітей: Жаклін, Джулія і Гайден.